# Турув (Вроцлавський повіт)
Турув (пол. Turów) — село в Польщі, у гміні Журавіна Вроцлавського повіту Нижньосілезького воєводства.
Населення — 201 особа (2011).
У 1975-1998 роках село належало до Вроцлавського воєводства.

## Демографія
Демографічна структура станом на 31 березня 2011 року:
|          | Загалом | Допрацездатний вік | Працездатний вік | Постпрацездатний вік |
| -------- | ------- | ------------------ | ---------------- | -------------------- |
| Чоловіки | 106     | 28                 | 75               | 3                    |
| Жінки    | 95      | 13                 | 64               | 18                   |
| Разом    | 201     | 41                 | 139              | 21                   |